# Giuseppe Provenzano
Giuseppe Provenzano (Palerm, 16 de desembre de 1946) és un polític sicilià. Pertany a una família de rics terratinents de la zona de Corleone. El seu germà Antonino fou ambaixador italià a Bratislava, i estudià a la Universitat Comercial Luigi Bocconi de Milà, on la seva tesi fou premiada. El 1980 va tornar a Palerm, on fou professor associat a la seva universitat, fins que el 1994 fou nomenat professor de finances de la Universitat d'Estudis de Brescia.
El 1984 es va emetre una ordre d'arrest contra ell, signada per Giovanni Falcone per les seves connexions amb la dona del cap mafiós del mateix nom, Bernardo Provenzano, en qualitat de comercial. Després de menys d'una setmana, el mateix Falcone l'excarcerà i ordenà la seva llibertat com aliè als fets. De les actuacions judicials, però, va quedar clar que Giuseppe Provenzano havia treballat durant anys en l'administració de béns i diners de la senyora Saveria Benedetta Palazzolo, de professió costurera i insolvent, esposa del famós capo de la Cosa Nostra Bernardo Provenzano, per sumes de diners que es calculen en diversos milers de milions de lires.
En contrast amb la resta de la seva família, es va afiliar al Partit Socialista Italià i en fou secretari de la secció de Milà, col·laborà amb l'assessor regional Filippo Fiorino i fou regidor de l'ajuntament de Palerm. Després d'un temps d'inactivitat, es presentà a les eleccions regionals de Sicília de 1996 dins les llistes de Forza Italia i fou elegit diputat a l'Assemblea Regional Siciliana, ocupant també la presidència de la regió durant dos anys. També fou membre del Comitè de les Regions de 1997 a 2003. El 1998 dimití com a president i participà en les reunions amb el govern de Romano Prodi per a reformar l'estatut regional. Del 2000 al 2001 també fou assessor de sanitat durant el govern de Vincenzo Leanza.
El maig de 2009, el Tribunal Suprem va confirmar la condemna de tres anys en contra els ex-presidents de Sicília Giuseppe Drago i Giuseppe Provenzano, per apropiació dels fons assignats pel President de la Regió; a ambdós se'ls commutà la pena. La qüestió havia estat plantejada per l'antic president Angelo Capodicasa. Després d'això abandonà la política i es dedicà a la docència.